# 分子对接
分子对接（macromolecular docking ）是分子模拟的重要方法之一，其本质是两个或多个分子之间的识别过程，其过程涉及分子之间的空间匹配和能量匹配。分子对接方法在药物设计、材料设计等领域有广泛的应用。

## 背景
大多数蛋白质的生物学作用，例如它们与哪些其他大分子相互作用，目前人们的认知并不充分。即使是那些参与了一个已有广泛研究的生物过程（例如克雷布斯循环）的蛋白质，也可能有意想不到的相互作用分子或与该过程无关的功能。
在已知蛋白质-蛋白质相互作用的情况下，还会出现其他问题。遗传病（例如囊性纤维化）是由错误折叠或突变的蛋白质引起的，人们希望了解给定突变是否会导致异常的蛋白质-蛋白质相互作用。在遥远的未来，人们可能可以设计蛋白质来执行生物功能，而分析这些蛋白质的潜在相互作用将必不可少。
对于任何给定的一组蛋白质，以下问题可能会引起人们的兴趣：
- 这些蛋白质是否在体内结合？

如果它们结合，
- 它们在结合状态下采用什么样的空间构型？
- 它们之间的相互作用有多强？

如果它们不结合，
- 它们能否通过诱导突变而结合？

蛋白质-蛋白质对接最终被设想能够解决所有这些问题。此外，由于对接方法可以基于纯粹的物理原理，甚至未知功能（或研究相对较少）的蛋白质也可以进行对接。唯一的先决条件是它们的分子结构已经被实验确定，或者可以通过蛋白质结构预测技术估计。
蛋白质-核酸相互作用在活细胞中占有重要地位。转录因子，它们调节基因表达，和聚合酶，它们催化复制，都是由蛋白质组成的，而它们与之相互作用的遗传物质是由核酸组成的。建模蛋白质-核酸复合物提出了一些独特的挑战，如下所述。

## 历史
分子对接这一想法的历史可以追溯到19世纪提出的受体学说，Fisher提出的受体学说认为，药物与体内的蛋白质大分子即受体会发生类似钥匙与锁的识别关系，这种识别关系主要依赖两者的空间匹配。随着受体学说的发展，人们对生理活性分子与生物分子的相互作用有了更加深刻的认识，从基于空间匹配的刚性模型逐渐发展成为基于空间匹配和能量匹配的柔性模型。模型的优化使通过计算模拟分子间相互作用的设想更容易实现。另一方面，计算机和计算科学的迅速发展又使得人们能够处理大量数据，这两方面的因素共同促成了分子对接方法的出现。
早期的分子对接方法用分子力学方法或者量子化学方法计算小分子之间分子识别，在一些分子模拟软件包中也含有分子对接的模块。但是由于算法和计算机处理能力的限制，早期的对接方法较难处理含有大分子的分子对接过程。
1995年由Accelrys公司开发的计算化学软件Affinity上市，这是第一个可以进行有大分子参与的商业化分子对接软件，此后，商业化和免费的分子对接软件层出不穷。现在应用中的分子对接软件涵盖了刚性对接、半柔性对接、柔性对接等各种对接方法，在能量优化方面则使用了人工神经网络、遗传算法、模拟退火、禁忌搜索、局部搜索等各种方法，目前的分子对接方法是研究小分子与大分子相互作用模式、生物大分子间识别、分子自组装、超分子结构等课题的常用方法之一。

## 原理与方法
分子对接方法的两大课题是分子之间的空间识别和能量识别。空间匹配是分子间发生相互作用的基础，能量匹配是分子间保持稳定结合的基础。对于几何匹配的计算，通常采用格点计算、片断生长等方法，能量计算则使用模拟退火、遗传算法等方法。
各种分子对接方法对体系均有一定的简化，根据简化的程度和方式，可以将分子对接方法分为三类。
刚性对接：刚性对接方法在计算过程中，参与对接的分子构像不发生变化，仅改变分子的空间位置与姿态，刚性对接方法的简化程度最高，计算量相对较小，适合于处理大分子之间的对接。

半柔性对接：半柔性对接方法允许对接过程中小分子构像发生一定程度的变化，但通常会固定大分子的构像，另外小分子构像的调整也可能受到一定程度的限制，如固定某些非关键部位的键长、键角等，半柔性对接方法兼顾计算量与模型的预测能力，是应用比较广泛的对接方法之一。
柔性对接：柔性对接方法在对接过程中允许研究体系的构像发生自由变化，由于变量随着体系的原子数呈几何级数增长，因此柔性对接方法的计算量非常大，消耗计算机时很多，适合精确考察分子间识别情况。

## 主要分子对接软件

### DOCK
DOCK是目前应用最广泛的分子对接软件之一，由Kuntz课题组开发。DOCK应用半柔性对接方法，固定小分子的键长和键角，将小分子配体拆分成若干刚性片段，根据受体表面的几何性质，将小分子的刚性片断重新组合，进行构像搜索。在能量计算方面，DOCK考虑了静电相互作用、范德华力等非键相互作用，在进行构像搜索的过程中搜索体系势能面。最终软件以能量评分和原子接触罚分之和作为对接结果的评价依据。

### AutoDock
Autodock是另外一个应用广泛的分子对接程序，由Olson科研组开发。AutoDock应用半柔性对接方法，允许小分子的构像发生变化，以结合自由能作为评价对接结果的依据。自从AutoDock3.0版本以后，对能量的优化采用拉马克遗传算法(LGA)，LGA将遗传算法与局部搜索方法相结合，以遗传算法迅速搜索势能面，用局部搜索方法对势能面进行精细的优化。

### FlexX
FlexX是德国国家信息技术研究中心生物信息学算法和科学计算研究室开发的分子对接软件，目前已经作为分子设计软件包BioSolveIT LeadIT的一个模块实现商业化。FlexX使用碎片生长的方法寻找最佳构像，根据对接自由能的数值选择最佳构像。FlexX程序对接速度快效率高，可以用于小分子数据库的虚拟筛选。